# Schraden
Schraden és un municipi alemany que pertany a l'estat de Brandenburg. Forma part de l'Amt Plessa. Fou fundat el 1929 amb els nuclis de Lindenau/Großkmehlen, Frauwalde, Großthiemig i Hirschfeld.